# Porto de Suape
O Complexo Industrial Portuário Governador Eraldo Gueiros, mais conhecido como Porto de Suape, é um porto brasileiro localizado no estado de Pernambuco, entre os municípios do Ipojuca e Cabo de Santo Agostinho, na Região Metropolitana do Recife. É o maior porto público da Região Nordeste e ocupa a quinta posição no ranking nacional.
A data marco do Porto de Suape é 7 de novembro de 1978, dia em que foi sancionada a Lei Estadual nº 7.763 que criou a empresa SUAPE (Suape Complexo Industrial Portuário) vinculada à Secretaria de Desenvolvimento Econômico do Estado de Pernambuco que administra o porto. Destaca-se como sendo o maior porto do Norte/Nordeste brasileiro, com projeto de tornar-se o segundo maior do país. Sua área de influência abrange toda a área dos estados de Pernambuco, Alagoas e da Paraíba, além de parte do Rio Grande do Norte, Ceará e interior do Maranhão.
Na década de 50 o padre francês Louis Joseph Lebret se reuniu com técnicos do Condepe-Fidem e deram início aos estudos de viabilidade técnica para construir um porto industrial baseado em modelos de portos industriais como os situados em Marselha (França) e Kadoma (Japão). Já no ano de 1974, houve o lançamento da pedra fundamental pelo governador Eraldo Gueiros, determinando essa área para a construção do porto industrial. Em 7 de novembro de 1978, foi criada a empresa "Suape - Complexo Industrial Portuário Governador Eraldo Gueiros", pelo então governador Moura Cavalcanti. Seu projeto foi baseado na integração porto-indústria tendo como exemplo portos bem-sucedidos da França e Japão. Em 2017 Suape apresentou lucro de R$ 11,2 milhões.
Além de distrito industrial e porto marítimo o complexo também abriga uma reserva ambiental cerca de 59% de seu território é considerado área preservada, como também a Refinaria Abreu e Lima e o estaleiro Atlântico Sul. Essa região era habitada pela tribo Caetés e por conta da sua constituição geomorfológica a batizaram de Suape. Esta é uma palavra de origem tupi-guarani a qual significa "caminhos sinuosos".

## Localização
Suape localiza-se no litoral sul do estado de Pernambuco nos municípios de Cabo de Santo Agostinho e Ipojuca, a 40 quilômetros ao sul da cidade do Recife, entre a foz dos rios Ipojuca e Massangana.
O acesso ao porto externo por mar tem profundidade mínima de 16,5 m e o calado máximo permitido de 14,5 m na preamar. O acesso terrestre pode ser feito pelas rodovias federais BR-101 e BR-232, pelas rodovias estaduais PE-060 e a PE-028, bem como pela ferrovia EF–101, gerido pela Transnordestina Logística (TNL). Por vias aéreas o acesso é feito principalmente através do Aeroporto Internacional do Recife.
Além destes, o porto também conta com a infraestrutura do modal duto-viário, ficando o transporte de líquidos e inflamáveis feitos diretamente da indústria ao terminal portuário responsável.

## Clima
A região do porto de Suape apresenta um clima tropical úmido. A temperatura é elevada, com média anual em torno dos 25 °C. A média anual de precipitação é superior a 2000 milímetros, concentrados entre os meses de abril e julho. Os ventos predominantes tem direção entre leste e sudeste, com alguns vindos da direção nordeste.
O regime de  marés é caracterizado por ser semidiurno e as variações médias são 2,04 metros em sizígia e 0,91 em quadratura.
| Dados climatológicos para Porto de Suape | Dados climatológicos para Porto de Suape | Dados climatológicos para Porto de Suape | Dados climatológicos para Porto de Suape | Dados climatológicos para Porto de Suape | Dados climatológicos para Porto de Suape | Dados climatológicos para Porto de Suape | Dados climatológicos para Porto de Suape | Dados climatológicos para Porto de Suape | Dados climatológicos para Porto de Suape | Dados climatológicos para Porto de Suape | Dados climatológicos para Porto de Suape | Dados climatológicos para Porto de Suape | Dados climatológicos para Porto de Suape |
| Mês                                      | Jan                                      | Fev                                      | Mar                                      | Abr                                      | Mai                                      | Jun                                      | Jul                                      | Ago                                      | Set                                      | Out                                      | Nov                                      | Dez                                      | Ano                                      |
| ---------------------------------------- | ---------------------------------------- | ---------------------------------------- | ---------------------------------------- | ---------------------------------------- | ---------------------------------------- | ---------------------------------------- | ---------------------------------------- | ---------------------------------------- | ---------------------------------------- | ---------------------------------------- | ---------------------------------------- | ---------------------------------------- | ---------------------------------------- |
| Temperatura máxima média (°C)            | 29,2                                     | 29,2                                     | 29,1                                     | 28,7                                     | 27,8                                     | 27                                       | 26,4                                     | 26,6                                     | 27,1                                     | 28                                       | 28,6                                     | 28,7                                     | 28                                       |
| Temperatura média (°C)                   | 26,2                                     | 26,2                                     | 26                                       | 25,6                                     | 24,9                                     | 24,2                                     | 23,5                                     | 23,5                                     | 24,2                                     | 25                                       | 25,6                                     | 25,8                                     | 25,1                                     |
| Temperatura mínima média (°C)            | 23,3                                     | 23,3                                     | 23                                       | 22,5                                     | 22,1                                     | 21,4                                     | 20,7                                     | 20,5                                     | 21,3                                     | 22,1                                     | 22,7                                     | 23                                       | 22,2                                     |
| Precipitação (mm)                        | 109                                      | 128                                      | 199                                      | 260                                      | 289                                      | 320                                      | 309                                      | 193                                      | 105                                      | 60                                       | 50                                       | 66                                       | 2 088                                    |
| Fonte: Climate-Data.org                  |                                          |                                          |                                          |                                          |                                          |                                          |                                          |                                          |                                          |                                          |                                          |                                          |                                          |

## Movimentação
| Movimentação de Cargas (em toneladas) | Movimentação de Cargas (em toneladas) |
| ------------------------------------- | ------------------------------------- |
| 2005                                  | 4.329.281                             |
| 2006                                  | 5.302.598                             |
| 2007                                  | 6.968.507                             |
| 2008                                  | 8.618.542                             |
| 2009                                  | 7.736.622                             |
| 2010                                  | 8.969.040                             |
| 2011                                  | 11.003.887                            |
| 2012                                  | 10.995.656                            |
| 2013                                  | 12.771.661                            |
| 2014                                  | 15.236.301                            |
| 2015                                  | 19.727.128                            |
| 2016                                  | 22.683.348                            |
| 2017                                  | 23.636.829                            |
| 2018                                  | 21.682.393                            |
| 2019                                  | 23.901.066                            |
| 2020                                  | 25.698.660                            |
| 2021                                  | 22.079.408                            |
| 2022                                  | 24.700.000                            |
| 2023                                  | 23.982.451                            |

Em 2018, Suape apresentou um total de 23,6 milhões de toneladas de produtos transportados, sendo responsável pelo maior movimentação nacional de granéis líquidos (17,5 milhões de toneladas) e de navegação por cabotagem (15,3 milhões de toneladas). Os produtos derivados de petróleo foram os que causaram maior impacto na movimentação do porto, devido a necessidade de movimentação da Refinaria Abreu e Lima. Outros produtos em destaque no porto de Suape são as exportações de automóveis, minério de ferro, soja e açúcar e a exportação de contêineres.
Considerando os dados de 2014, os produtos exportados que partem de Suape são produzidos em sua maioria no estado de Pernambuco (70,41%), ficando produtos paraibanos em segundo lugar (9,1%) e os produtos provenientes do Rio Grande do Norte em terceiro com 6,32%. Por outro lado os produtos importados vêm em sua maioria para Pernambuco (88,37%), seguindo o restante principalmente para a Paraíba (3,95%) e o Ceará (2,56%).

## Cais
PGL
O Porto de Suape possui quatro Píeres de Granéis Líquidos, o PGL 1 e o PGL 2, que somam 288 metros e destinam-se à movimentação de combustíveis, óleos minerais e outros produtos semelhantes e o PGL 3 que se divide em dois píeres petroleiros A e B.
Cais 1
Com 275 metros, o Cais 1 destina-se principalmente à movimentação de minérios escorias e cinzas e produtos siderúrgicos.
TECON
O TECON (Terminal de contêineres) destina-se à movimentação de contêineres ao longo dos seus 660m de comprimento e dois píeres (Píer 2 e Píer 3). A movimentação deste terminal foi de 190.466 toneladas em 2010 e contou com 543 atracações.
Cais 4
Com um comprimento de 350 este cais destina-se principalmente à movimentação de trigo. Em 2010, o cais movimentou aproximadamente 448.410t com 70 atracações.
Cais 5
Ao longo dos seus 330 metros de comprimento o Cais 5 é destinado a movimentação de automóveis e passageiros.
Cais 6, 7 e 8.
Em uma etapa posterior de ampliação do porto, Deverão serem construídos os terminais 6, 7 e 8, visando atender à crescente demanda e especializados para a movimentação de milho (Píer6), soja (Píer 7) e fertilizantes (Píer 8).
Terminal Multiuso da Cocaia.
O Terminal de Graneis Sólidos Minerais, ou Terminal Multiuso da Cocaia, por localizar-se na Ilha da Cocaia, é um projeto para construção de um terminal ao norte dos píeres 1, 2 e 3, afim de atender à crescente demanda por minério de ferro no porto.

## Parcerias

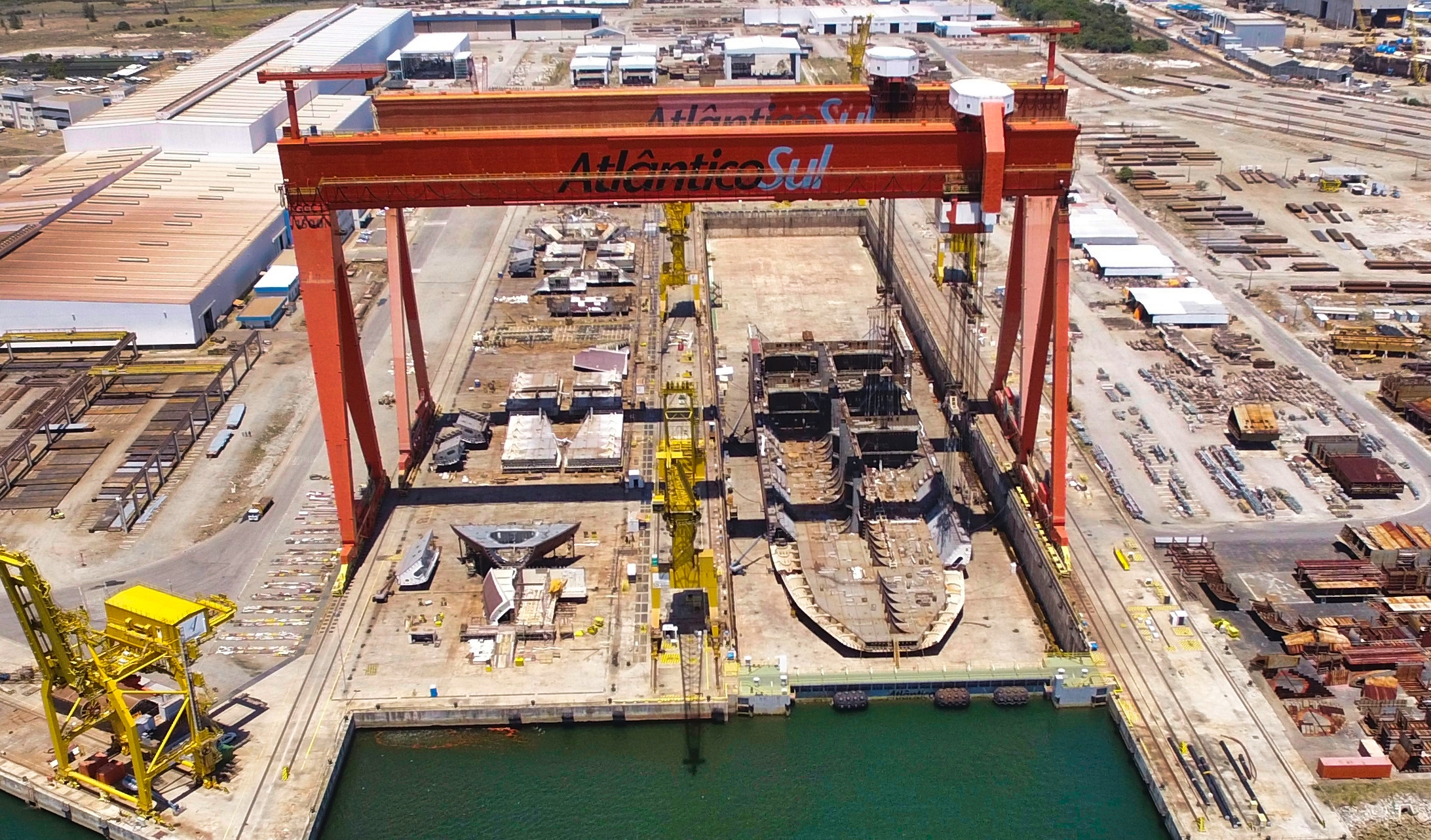
O Estaleiro Atlântico Sul, possui uma estrutura de 400 metros de extensão, 73 metros de boca e 12 metros de profundidade.

Diversos empreendimentos de grande porte se instalaram em Suape e suas proximidades, uns já iniciaram suas atividades, outros estão em fase de investimento. Entre as principais indústrias/marcas que se instalaram na região destacam-se:
- Petrobras;
- FCA - Fiat Chrysler Automobiles (Fábrica da Jeep);
- Estaleiro Atlântico Sul;
- Campari;
- Multifarinha do Brasil;
- Minasgás;
- Agrofértil;
- Copergás;
- Rapidão Cometa;
- Sociedade Algodoeira do Nordeste Brasileiro; entre outras.

## Galeria

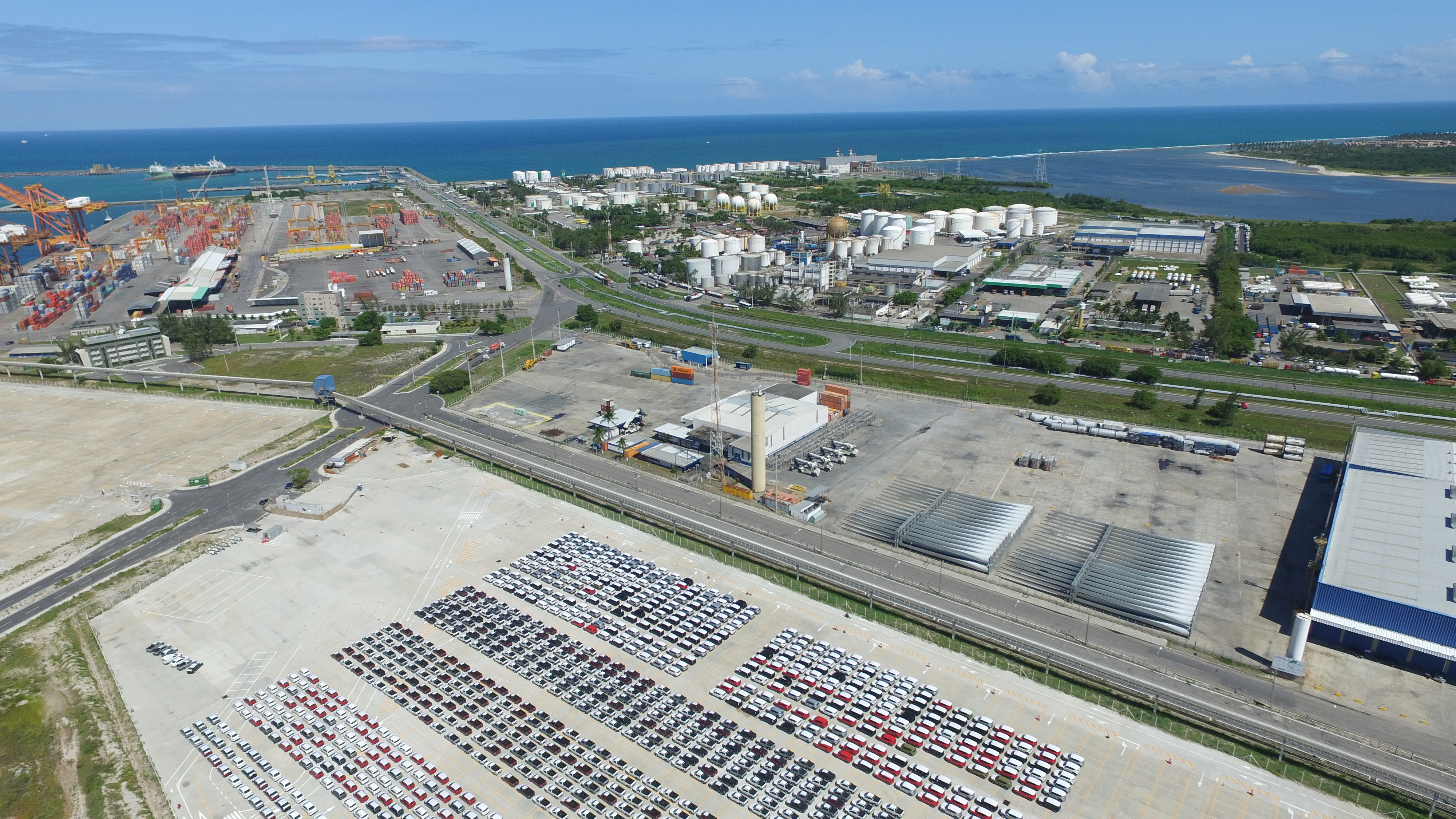
Complexo Industrial Portuário de Suape.
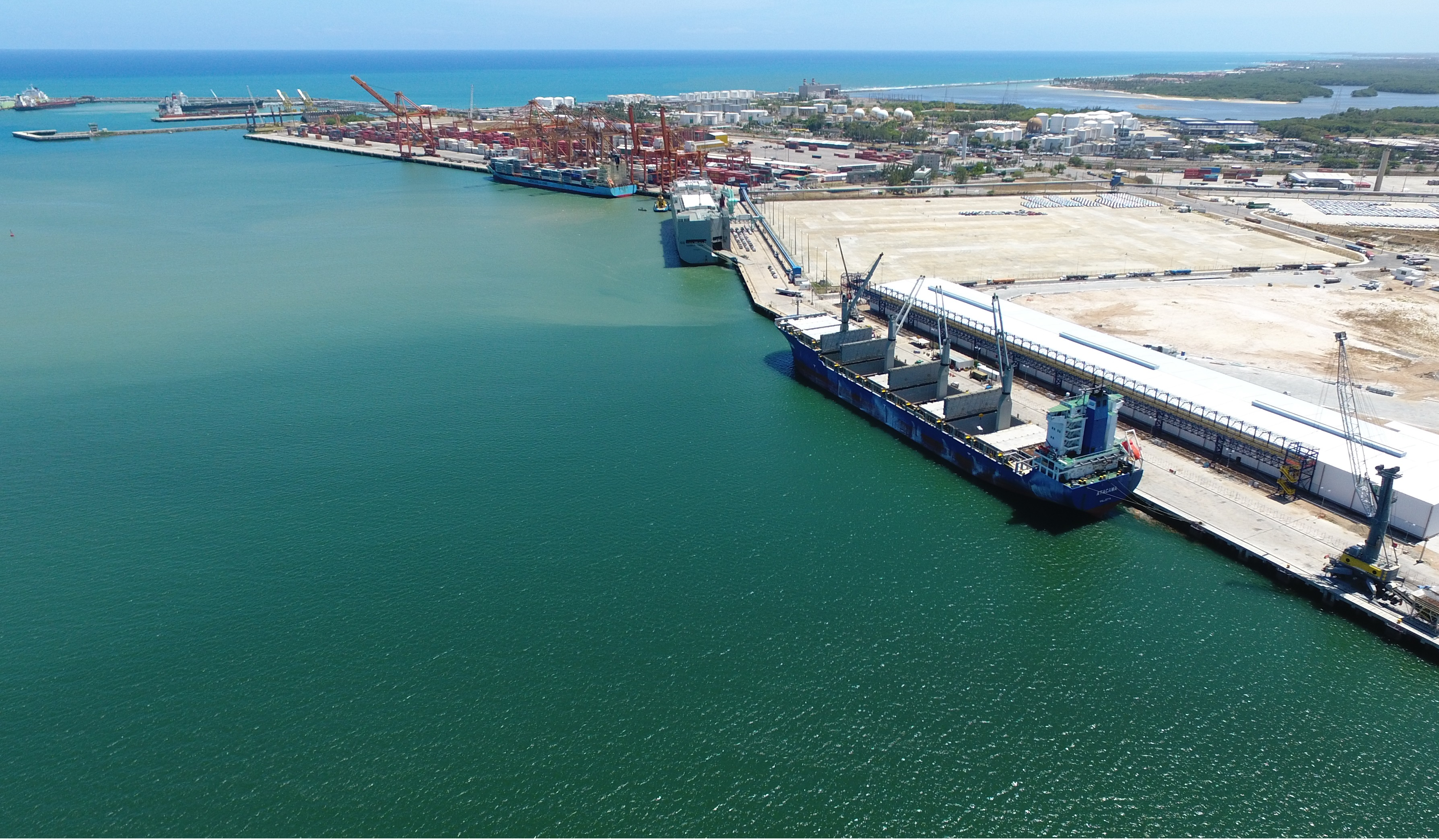
Píer
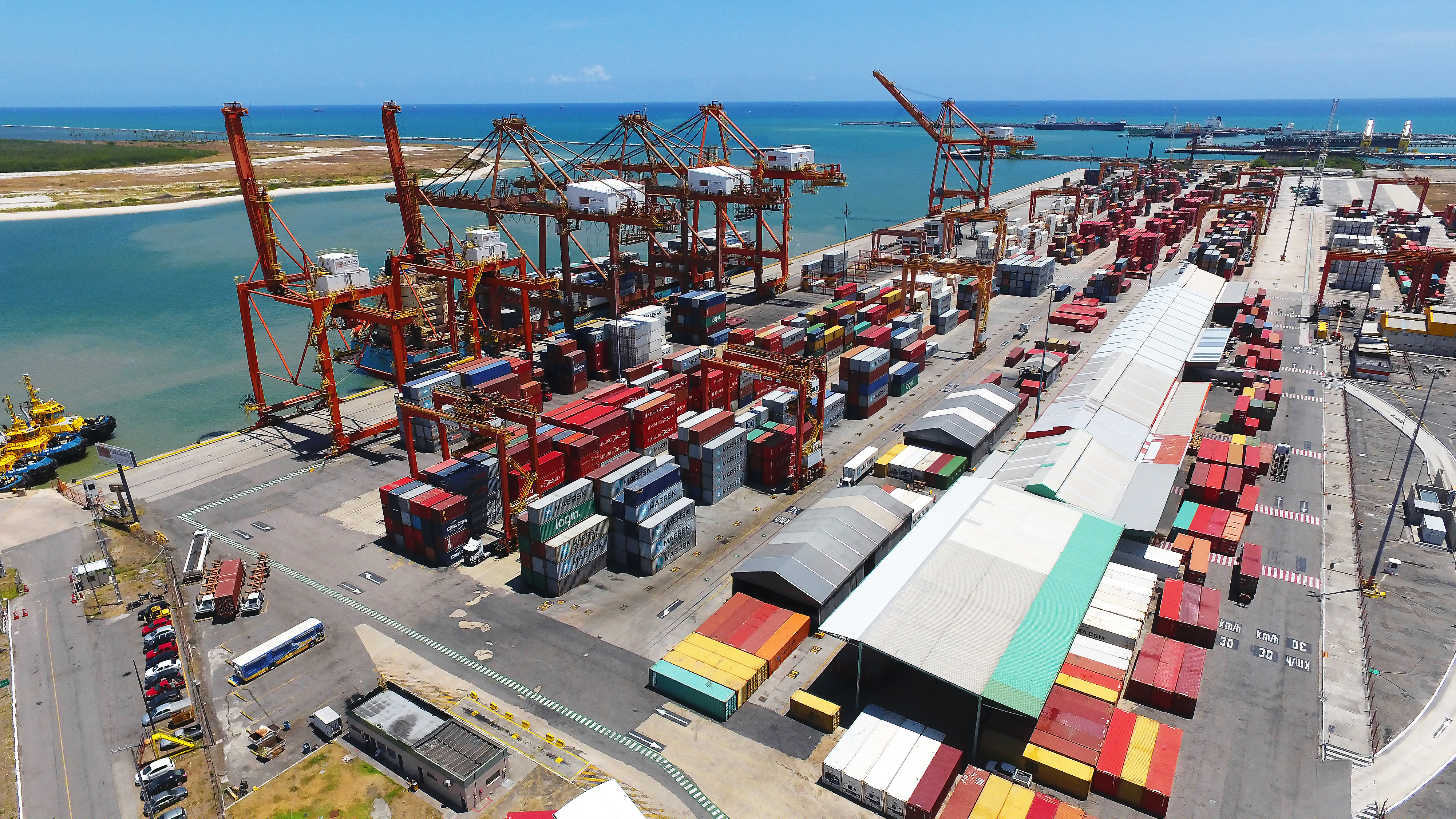
TECON (Terminal de contêineres).
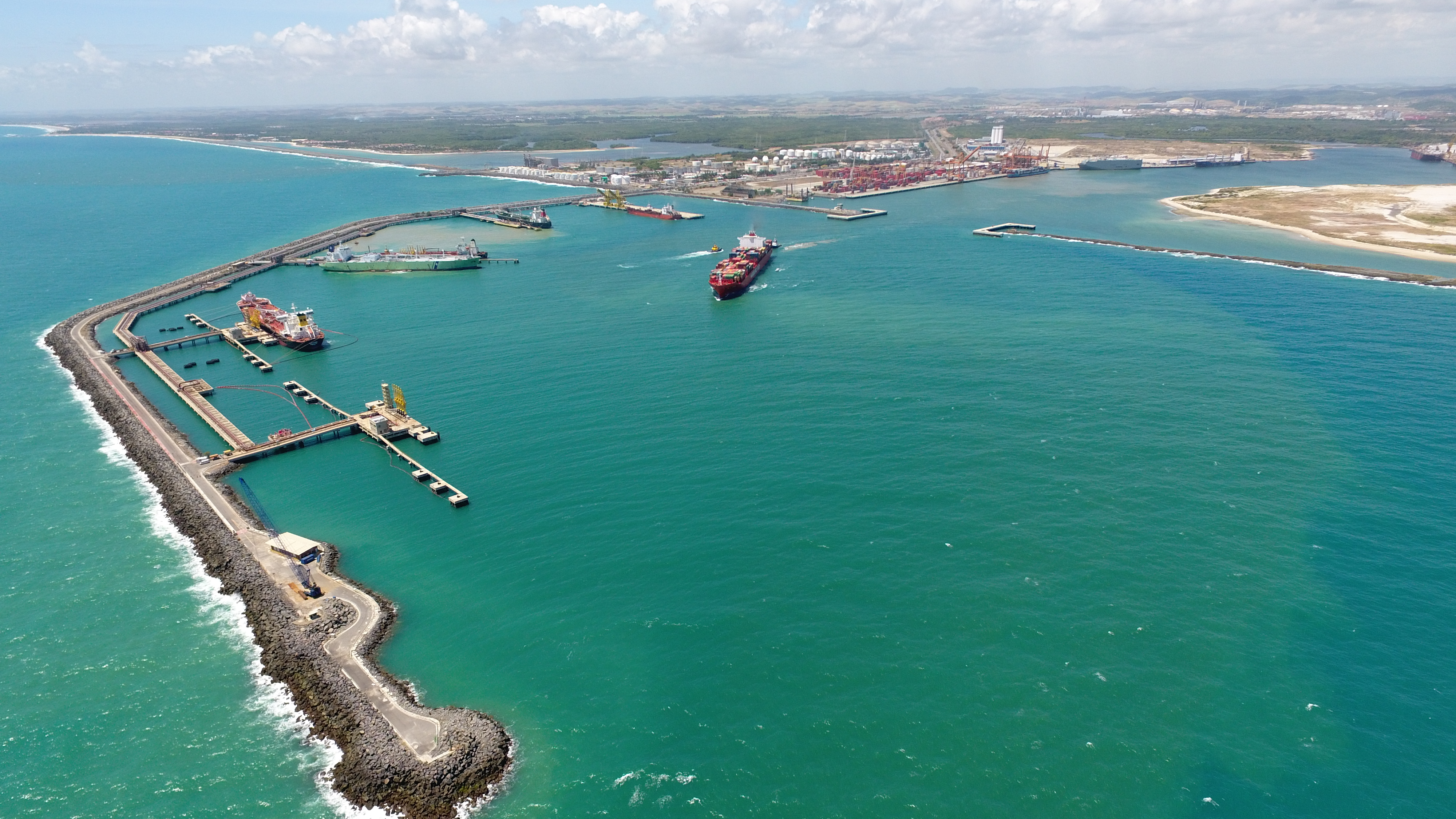
Espigão
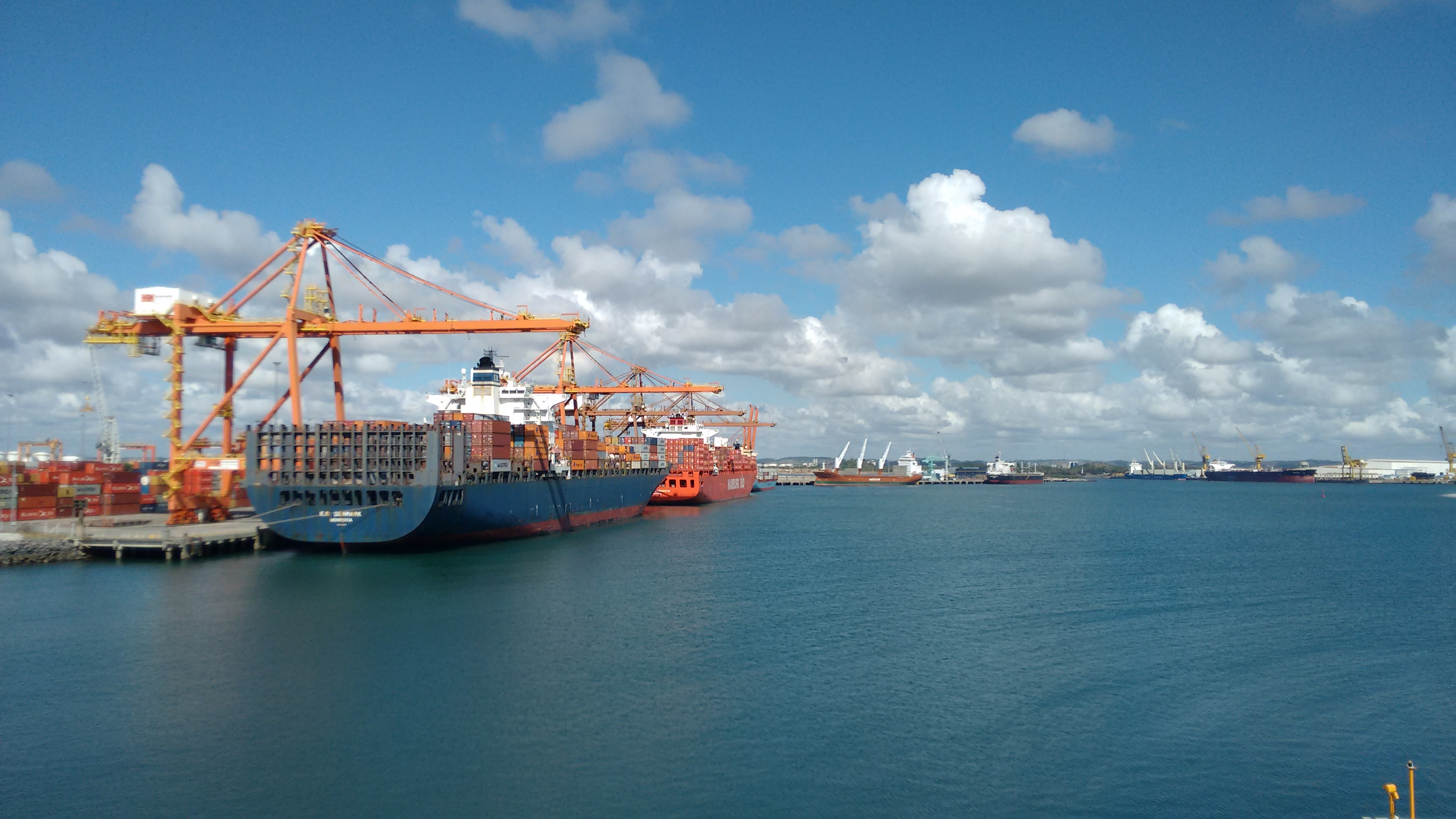
Porto Interno (Cais de Suape).
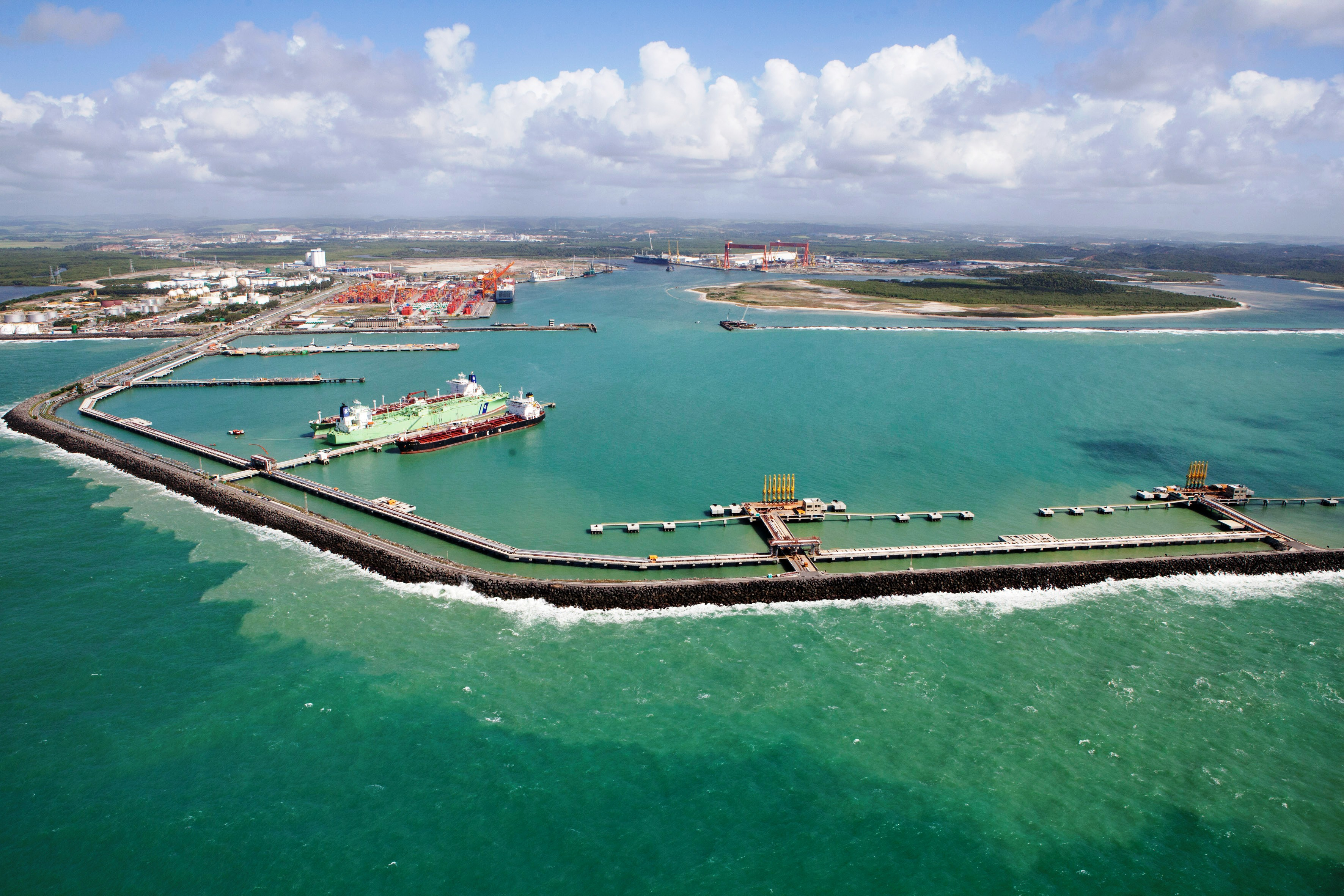
Porto de Suape
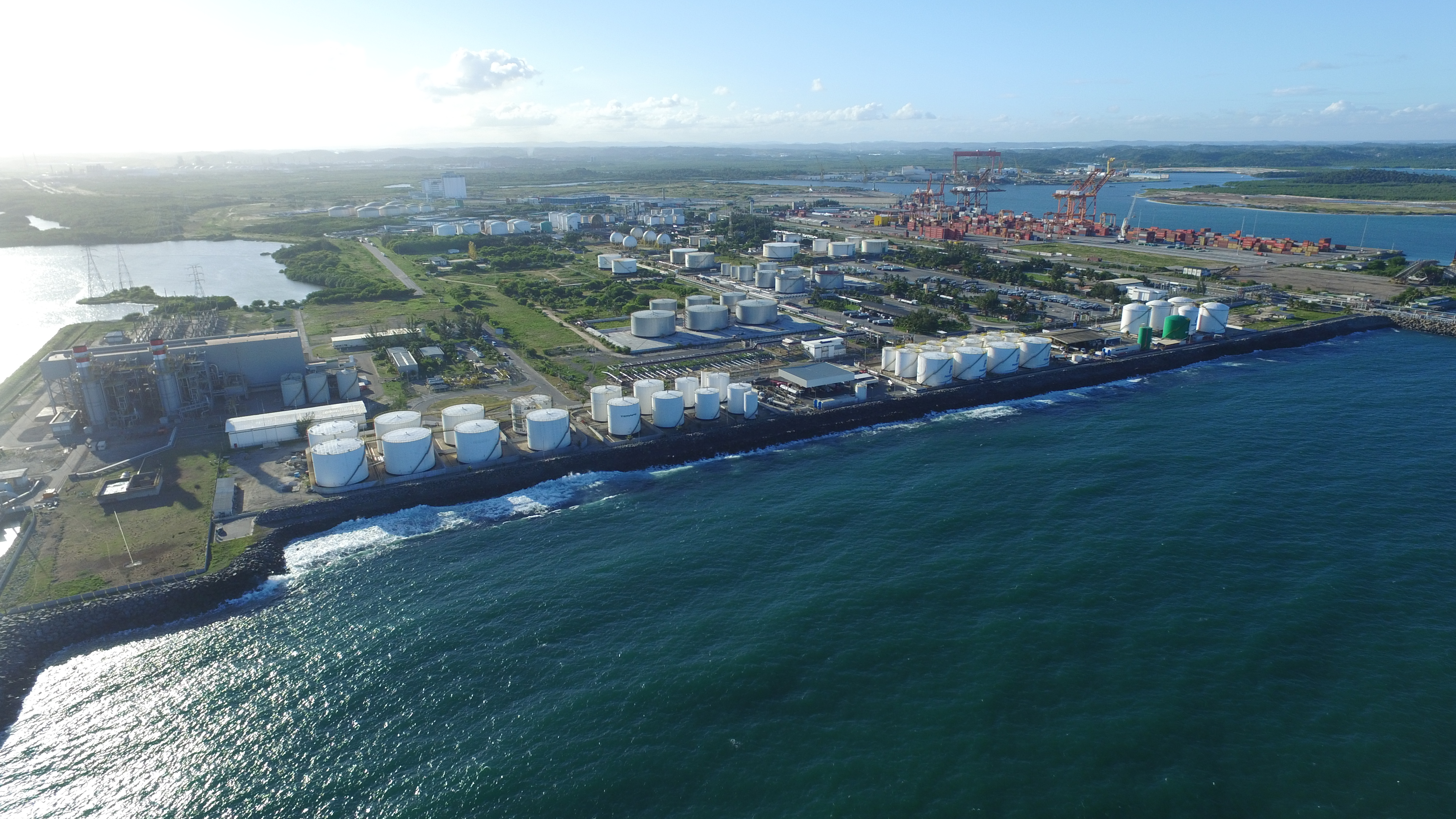
Polo granéis líquidos e gases.